# Always and for Real
Always and for Real est le premier album du groupe de rhythm and blues néo-zélandais Adeaze sorti en 2004.

## Liste des chansons
1. Always & for Real
2. Memory Lane
3. Change Your Ways
4. A Life with You
5. Getting Stronger avec Aaradhna
6. How Deep Is Your Love
7. Interlude
8. Dear Babe
9. E Paia
10. Love Is True
11. Tears in Heaven
12. Never Gonna Let You Die
13. The Lord Is My Light